# Себастьян Саха
Дієго Себастьян Саха (ісп. Diego Sebastián Saja, нар. 5 червня 1979, Брандсен) — аргентинський футболіст, що грав на позиції воротаря. По завершенні ігрової кар'єри — тренер. Відомий за виступами в низці аргентинських і зарубіжних клубів, зокрема АЕК та «Расінг» (Авельянеда), а також у складі національної збірної Аргентини. Дворазовий чемпіон Аргентини. Володар Кубка Греції. Володар Кубка Меркосур і Південноамериканського кубка.

## Клубна кар'єра
Себастьян Саха розпочав виступи на футбольних полях у 2000 році в складі команди «Сан-Лоренсо», в якій швидко став основним воротарем. У 2002 році Саха у складі команди став переможцем Клаусури. У цьому ж році в складі «Сан-Лоренсо» він став володарем Кубка Меркосур. Наступного року в складі команди футболіст став володарем Південноамериканського кубка.
У 2003 році керівництво клубу вирішило віддати Саха в оренду до Європи, де він спочатку нетривалий час грав у складі італійського клубу «Брешія», далі в складі іспанських клубів «Райо Вальєкано» та «Кордова». У 2005 році аргентинський воротар знаходився в оренді в мексиканському клубі «Америка», після чого повернувся до «Сан-Лоренсо», де грав до 2006 року, після чого в 2007 році також на правах оренди перейшов до бразильського клубу «Греміо», в якому став переможцем Ліги Гаушу. У 2008 році Саха повернувся до «Сан-Лоренсо».
У 2008 році Себастьян Саха став гравцем грецького клубу АЕК. У складі афінського клубу аргентинський воротар грав до 2011 року. У складі грецької команди в 2011 році Саха став володарем Кубка Греції.
У 2011 році футболіст повернувся на батьківщину, де уклав контракт з клубом «Расінг» (Авельянеда). У складі «Расинга» у 2014 році Саха став чемпіоном Аргентини. У 2016 році аргентинський воротар перейшов до іспанського клубу «Хімнастік», в якому грав до кінця сезону 2016—2017 років. У другій половині 2017 року футболіст грав у складі клубу «Реал Сарагоса», після чого завершив виступи на футбольних полях.

## Виступи за збірні
Себастьян Саха протягом 1997—1999 років залучався до складу молодіжної збірної Аргентини, на молодіжному рівні зіграв у 24 офіційних матчах.
У 2002 році Саха дебютував в у складі національної збірної Аргентини. Загалом у складі національної команди протягом 2002—2003 років футболіст захищав її ворота лише в 4 товариських матчах.

## Кар'єра тренера
У 2017 році Себастьян Саха став головним тренером клубу «Гуарані» (Асунсьйон), в якому працював до 2018 року. У цьому ж році він очолив нижчоліговий аргентинський клуб «Агропекуаріо», в якому працював до кінця року.
У 2019 році Себастьян Саха став тренером клубної академії американського клубу «Інтер» (Маямі), а в 2020—2021 роках працював асистентом головного тренера клубу з Маямі.
| Дата      | Місто          | Господарі | Результат | Гості     | Турнір           | Голи | Примітки |
| --------- | -------------- | --------- | --------- | --------- | ---------------- | ---- | -------- |
| 13-2-2002 | Кардіфф        | Уельс     | 1 – 1     | Аргентина | товариський матч | -1   |          |
| 31-1-2003 | Сан-Педро-Сула | Гондурас  | 1 – 3     | Аргентина | товариський матч | -1   |          |
| 4-2-2003  | Лос-Анджелес   | Аргентина | 1 – 0     | Мексика   | товариський матч | -    |          |
| 8-2-2003  | Маямі          | США       | 0 – 1     | Аргентина | товариський матч | -    |          |
| Усього    |                | Матчів    | 4         |           | Голів            | -2   |          |

## Титули і досягнення
- Чемпіон Аргентини (2):

«Сан-Лоренсо»: Клаусура 2001
«Расінг» (Авельянеда): 2014
- Володар Кубка Греції (1):

АЕК: 2010—2011
- Переможець Ліги Гаушу (1):

«Греміо»: 2007
- Володар Кубка Меркосур (1):

«Сан-Лоренсо»: 2001
- Володар Південноамериканського кубкf (1):

«Сан-Лоренсо»: 2002